# Ка Гели (Ферара)
Ка Гели (итал. Ca' Ghelli) је насеље у Италији у округу Ферара, региону Емилија-Ромања.
Према процени из 2011. у насељу је живело 19 становника. Насеље се налази на надморској висини од 3 м.